# فرانسينا باترسون
فرانسينا باترسون (بالإنجليزية: Francine Patterson)‏ هي عالمة نفس أمريكية، ولدت في 13 فبراير 1947 في شيكاغو في الولايات المتحدة.

## وصلات خارجية
- فرانسينا باترسون على موقع IMDb (الإنجليزية)
- فرانسينا باترسون على موقع قاعدة بيانات الفيلم (الإنجليزية)